# Pygméflugsnappare
Pygméflugsnappare (Muscicapa epulata) är en fågel i familjen flugsnappare inom ordningen tättingar.

## Utseende och läte
Pygméflugsnapparen är en liten och gråaktig flugsnappare, med vitt på strupe och buk, streckat grått bröst och mestadels mörk näbb med ljust längst in vid näbbroten. Arten liknar andra afrikanska flugsnappare, särskilt gulbent flugsnappare, men skiljer sig genom att ha svarta ben och det streckade bröstet. Sången består av en räcka ljusa toner och sträva ljud. Flyktlätet är ett ljust "zee".

## Utbredning och systematik
Fågeln förekommer i låglänta områden i Afrika från sydöstra Guinea till Liberia, Gabon och nordöstra Kongo-Kinshasa. Den behandlas som monotypisk, det vill säga att den inte delas in i några underarter.

## Levnadssätt
Pygméflugsnapparen hittas i låglänta skogar, framför allt kring skogsbryn, gläntor och gamla jordbruksmarker. 

## Status
Arten har ett stort utbredningsområde och beståndet anses stabilt. Internationella naturvårdsunionen IUCN listar den därför som livskraftig (LC).